# Leppävesi
Le lac Leppävesi (finnois : Leppävesi) est un lac à Jyväskylä, Toivakka et Laukaa en Finlande,.

## Présentation
Il a une superficie de 63,6 kilomètres carrés et une altitude de 80,8 mètres.
L'eau entrant dans la partie sud du lac s'écoule vers le nord, où se trouve Vaajanvirta  Luusua.
La partie nord est ponctuée par différents caps, tels que Nojosniemi, Mehtoniemi, Vuontee et le cap Lääsänmäki.

## Faune et flore
Le lac abrite naturellement des espèces de poissons communes en Finlande, telles que la perche et le gardon.
Selon l'Association ornithologique de Finlande centrale, le lac abrite une population de bécassine double et de rouge-queue noir qui ont été observés lors d'un recensement en 2010.